# AIM Vicenza
AIM Vicenza SpA (acronyme de Aziende Industriali Municipalizzate) était une société de la municipalité de Vicence opérant comme concessionnaire des services publics de la ville de Vicence dans les domaines de la distribution de gaz et d'électricité, d'hygiène environnementale, de chauffage urbain, de télécommunications, de gestion des parkings publics, d'entretien des logements sociaux, des propriétés municipales, des cimetières, des espaces verts, des routes et signalisation ainsi que certains services dans le communes de l'agglomération et des transports en commun urbains et interurbains de la province.
Le 1er janvier 2021, elle a fusionné avec son homologue de Vérone, AGSM Verona SpA pour former le groupe AGSM AIM SpA.
Son actionnaire unique était la municipalité de Vicence.

## Histoire
La société Aziende Industriali Municipalizzate, a été fondée en 1906 par la Commune de Vicence (qui la contrôle toujours à 100%) qui avait décidé de transférer les services d'électricité, d'eau et de gaz à une seule et même entreprise publique (à statut privé, comme la Loi italienne l'oblige). Le secteur de l'éclairage était géré depuis 1845 par la Société civile d'éclairage par le gaz des villes de Padoue, Vicence et Trévise, basée à Lyon. Les secteurs de l'électricité et du gaz étaient étroitement liés puisque l'éclairage public était assuré par des lanternes à gaz tandis que le secteur de l'eau avait une couverture réduite en raison des nombreuses fontaines publiques et puits indépendants auprès desquels les habitants de s'approvisionnaient.
En 1910, l'AIM Vicenza reprend la gestion du réseau de tramway de Vicence, puis du réseau de trolleybus qui, au fil du temps, se transforme en lignes de transport urbain par autobus.
En 1981, l'entreprise se voit également confier le service de collecte des déchets. En 1994, AIM a commencé à gérer le stationnement sur les parkings publics et en 1995, le service d'assainissement et d'épuration des eaux usées.
En 2000, elle devient une société anonyme sous la raison sociale AIM Vicenza et adopte un nouveau logo. En 2005, AIM est transformée en société holding avec plusieurs sociétés filiales.
Une nouvelle stratégie pour relancer les entreprises publiques a été amorcée, comme la fusion de l'AMCPS dans l'AIM, a contribué à ramener le bilan de l'entreprise en excédent.
Le 12 novembre 2015, AIM Mobilità fusionne avec FTV SpA (gestionnaire du service de transport public interurbain) pour former SVT (Vicenza) - Società Vicentina Trasporti, à partir du 1er mars 2016.
Le 1er janvier 2021, elle fusionne avec AGSM Verona pour donner naissance au Groupe AGSM AIM SpA.

## Actionnariat
Le capital de la société est entièrement détenu par la municipalité de Vicence.